# اویتسوف ناتیونال پارک
اویتسوف ناتیونال پارک (به لهستانی:  Ojców National Park) یک منطقهٔ مسکونی در لهستان است که در Lesser Poland Voivodeship, Poland واقع شده‌است.